# Maylis Roßberg

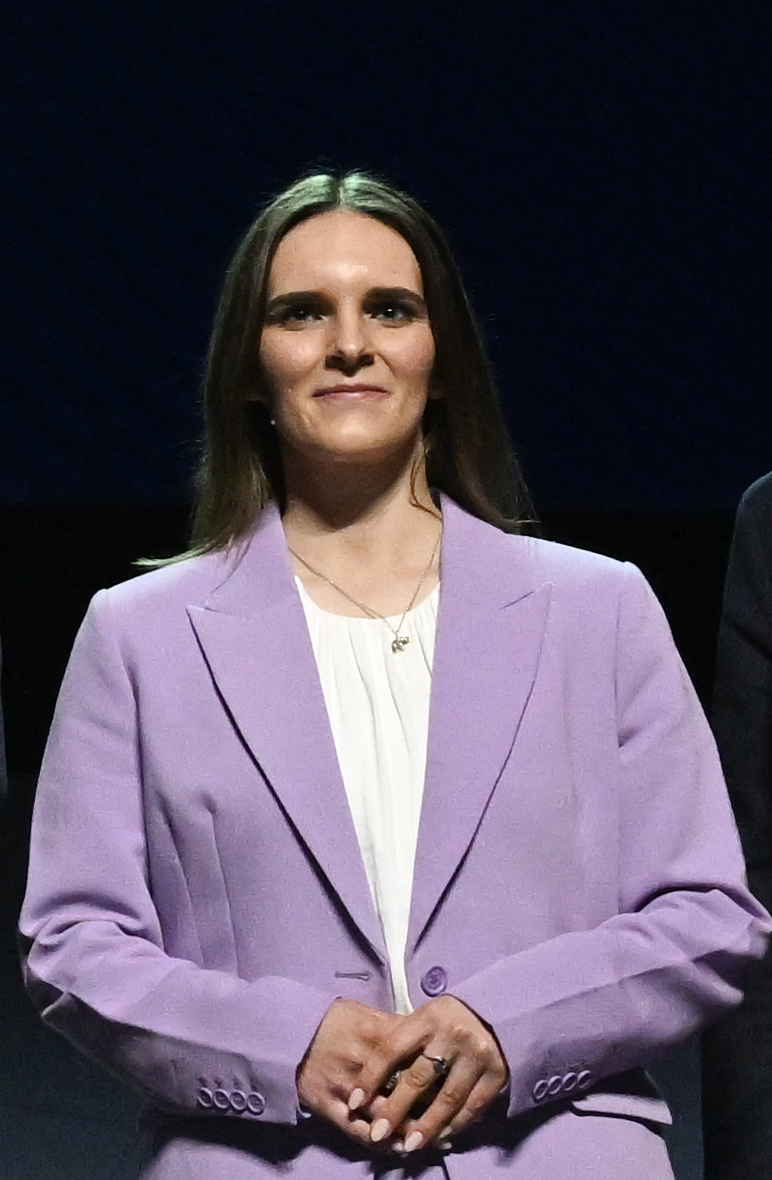
Maylis Roßberg bei der Maastricht Debate zur Europawahl 2024

Maylis Roßberg (* 2. April 2000 in Westerland) ist eine deutsche Politikerin (SSW). Sie ist seit 2024 Präsidentin der European Free Alliance Youth, der Jugendorganisation der Europäischen Freien Allianz. Bei der Europawahl 2024 war sie Spitzenkandidatin der Europäischen Freien Allianz.

## Leben
Maylis Roßberg wuchs in List auf, besuchte einen dänischen Kindergarten, die Sild Danske Skole und die Duborg-Skolen in Flensburg. Nach einem Austauschjahr in den Vereinigten Staaten wechselte sie an die Staatsschule in Aabenraa, wo sie 2020 das Abitur ablegte. Im Bachelor of Science studierte sie von 2021 bis 2025 Sozio-Ökonomik an der Christian-Albrechts-Universität zu Kiel und absolvierte ein Auslandssemester an der Universität Salamanca. Im Master studiert sie an der Hertie School.

## Politik
Roßberg vertritt in ihrer Politik die dänische Minderheit in Deutschland. Sie war zunächst von 2019 bis 2020 stellvertretende Vorsitzende der Jugend im SSW. Seit 2020 ist sie für die SSW-Fraktion im Schleswig-Holsteinischen Landtag tätig. In der Zeit von 2020 bis 2022 hatte sie zudem das Amt der Vorsitzenden des SSW Ungdom inne. In diesem Amt folgte ihr Mats Rosenbaum nach. Bei der Bundestagswahl 2021 kandidierte sie als Direktkandidatin im Bundestagswahlkreis Rendsburg-Eckernförde und auf Platz zwei der Landesliste des SSW, verfehlte jedoch den Einzug in den Bundestag.
Roßberg war gemeinsam mit Raül Romeva Spitzenkandidatin der Europäischen Freien Allianz für das Präsidentenamt der EU-Kommission bei der Europawahl 2024. Zudem ist sie seit 2024 Präsidentin der EFA Youth, der Jugendorganisation der Europäischen Freien Allianz.
Für die Bundestagswahl 2025 trat Roßberg erneut als Direktkandidatin im Wahlkreis Rendsburg-Eckernförde und auf dem zweiten Platz der Landesliste des SSW an. Sie verfehlte erneut den Einzug in den Bundestag.